# Episodi di Cougar Town (seconda stagione)
La seconda stagione della serie televisiva Cougar Town è stata trasmessa in prima visione negli Stati Uniti d'America da ABC dal 22 settembre 2010 al 25 maggio 2011.
In Italia la stagione è stata trasmessa in prima assoluta dal canale satellitare Fox Life dal 7 febbraio al 21 ottobre 2011: i primi 14 episodi sono andati in onda fino al 9 maggio 2011, mentre i restati 8 episodi sono andati in onda dal 2 settembre 2011. In chiaro su Canale 5 viene trasmessa dal 24 novembre 2012 al 13 aprile 2013.
| nº | Titolo originale               | Titolo italiano                        | Prima TV USA      | Prima TV Italia   |
| -- | ------------------------------ | -------------------------------------- | ----------------- | ----------------- |
| 1  | All Mixed Up                   | Lagoonies blu                          | 22 settembre 2010 | 7 febbraio 2011   |
| 2  | Let Yourself Go                | Lasciati andare                        | 29 settembre 2010 | 14 febbraio 2011  |
| 3  | Makin' Some Noise              | Rumori molesti                         | 6 ottobre 2010    | 21 febbraio 2011  |
| 4  | The Damage You've Done         | Ingoia la spada                        | 13 ottobre 2010   | 28 febbraio 2011  |
| 5  | Keeping Me Alive               | Niente più alimenti                    | 20 ottobre 2010   | 7 marzo 2011      |
| 6  | You Don't Know How It Feels    | Tu non sai come ci si sente            | 27 ottobre 2010   | 14 marzo 2011     |
| 7  | Fooled Again: I Don't Like It  | Il regalo più bello                    | 3 novembre 2010   | 21 marzo 2011     |
| 8  | Little Girl Blues              | Addio Big Joe                          | 17 novembre 2010  | 28 marzo 2011     |
| 9  | When the Time Comes            | Questo sì che è parlar chiaro          | 24 novembre 2010  | 4 aprile 2011     |
| 10 | The Same Old You               | Il solito vecchio Bob                  | 8 dicembre 2010   | 11 aprile 2011    |
| 11 | No Reason to Cry               | L'angelo della morte                   | 5 gennaio 2011    | 18 aprile 2011    |
| 12 | A Thing About You              | Una cosa su di te                      | 12 gennaio 2011   | 25 aprile 2011    |
| 13 | Lost Children                  | Sardine in scatola                     | 26 gennaio 2011   | 2 maggio 2011     |
| 14 | Cry to Me                      | Piangi per me                          | 2 febbraio 2011   | 9 maggio 2011     |
| 15 | Walls                          | La capsula del tempo                   | 18 aprile 2011    | 2 settembre 2011  |
| 16 | Baby's a Rock 'n' Roller       | Mamme a quarant'anni                   | 20 aprile 2011    | 9 settembre 2011  |
| 17 | You're Gonna Get It            | Il signor Palle Sbagliate              | 27 aprile 2011    | 16 settembre 2011 |
| 18 | Lonesome Showdown              | L'anello di fidanzamento               | 4 maggio 2011     | 23 settembre 2011 |
| 19 | Damaged by Love                | Devastato dall'amore                   | 11 maggio 2011    | 30 settembre 2011 |
| 20 | Free Fallin'                   | Caduta libera                          | 18 maggio 2011    | 7 ottobre 2011    |
| 21 | Something Good Coming (Part 1) | Succederà qualcosa di bello (1ª parte) | 25 maggio 2011    | 14 ottobre 2011   |
| 22 | Something Good Coming (Part 2) | Succederà qualcosa di bello (2ª parte) | 25 maggio 2011    | 21 ottobre 2011   |

## Lagoonies blu
- Titolo originale: All Mixed Up
- Diretto da: Bill Lawrence
- Scritto da: Kevin Biegel e Bill Lawrence

### Trama
Jules e Grayson stanno finalmente insieme. Tuttavia, Grayson decide di prendersi una pausa di un giorno dalla sua relazione con Jules. Questa cosa non va bene per Jules, che, per questo motivo, va dalla sua psichiatra, Glenn che, per la terapia, si basa sulle abitudini del suo cane. Intanto Bobby mette in atto la sua gelosia riguardo alla relazione fra Jules e Grayson, scarabocchiando un manifesto su una panchina raffigurante Jules. Nel frattempo, Laurie lancia una sfida a Travis, nella quale vincerà chi riuscirà a stare sveglio per più tempo.
- Guest star: Jennifer Aniston (Glenn), Ryan Devlin (Smith), Carolyn Hennesy (Barbara), Spencer Locke (Kyle), Josh Halloway (Paul).

## Lasciati andare
- Titolo originale: Let Yourself Go
- Diretto da: Michael McDonald
- Scritto da: Kevin Biegel

### Trama
È giunto il momento di salutare Travis, che si trasferisce al college. Jules e Bobby gestiscono in maniera diversa il dolore per l'allontanamento del figlio. Lei è iperprotettiva e vorrebbe passare più tempo possibile con Travis, Bobby, invece, ospita per un pomeriggio il ragazzo nella sua casa, i due si salutano e Travis regala al padre un computer portatile. Questo regalo costringerà Laurie a fare da insegnante a Bobby che, finora, non ha mai imparato ad usare i computer.

 Nel frattempo Andy ed Ellie hanno una breve litigata perché lui sostiene che le madri che parlano dei loro figli non sono abbastanza sexy, cosa che dispiace alla donna che, a volte, vorrebbe poter parlare liberamente delle cose nuove che il piccolo Stan impara. La lite tra i due si conclude in modo goliardico e veloce.
- Guest star: Robert Clendenin (Tom), Carolyn Hennesy (Barbara), LaMarcus Tinker (Kevin).

## Rumori molesti
- Titolo originale: Makin' Some Noise
- Diretto da: John Putch
- Scritto da: Sam Laybourne

### Trama
Travis è ormai al college ma fatica un po' a trovare una sua identità all'interno del campus. In suo aiuto corre Bobby che, con l'aiuto di Andy, consente a Travis di vincere una partita di rugby e di essere affibbiato con l'appellativo di Non Bobby, essendo diverso e molto mento divertente rispetto al padre. 
 Nel frattempo Jules soffre non poco la lontananza da Travis, spostando le attenzioni che finora aveva riservato al figlio verso Grayson. L'uomo mal sopporta le soffocanti richieste della fidanzata, tanto da fingere che il quartiere sia in balia di ladri che rubano piccoli oggetti dalle varie villette. Jules entra così in paranoia, organizzando turni di sorveglianza del territorio. La fissazione di Jules non dura, portandola, dopo poco, a riservare le sue pressanti attenzioni ancora verso Grayson. L'uomo è così costretto a parlare chiaro alla donna. Jules rimane male da questo, ma dopo che Grayson ha parlato con Laurie ed Ellie, cambia idea e si dichiara disponibile a dare a Jules tutte le attenzioni e l'amore di cui necessità.
 Laurie ed Ellie, invece, sono alle prese con l'ennesima lite. Dopo che Ellie ha ridicolizzato una borsa taroccata di Laurie, la ragazza si vendica, convincendo la tata del piccolo Stan a fare amicizia con Ellie perché Ellie licenzia le tate che non fanno amicizia con lei. La vendetta sta nel fatto che Ellie odia essere amica delle tate del figlio.

## Ingoia la spada
- Titolo originale: The Damage You've Done
- Diretto da: John Putch
- Scritto da: Chrissy Pietrosh e Jessica Goldstein

### Trama
Travis rientra in città per qualche giorno. Le varie occasioni sessuali o sentimentali che aspettava si creassero al college non si sono verificate, e così decide di ricontattare Kylie. La ragazza, però, dopo che aveva accettato di rimanere con Travis ma come coppia aperta ha cominciato a frequentare altri ragazzi. Travis non è contento di questo e tenta di lasciarla, ma lei non ne vuole sapere. 
 Nel frattempo Grayson e Laurie rivelano a Jules che in passato hanno avuto un breve flirt, Jules li perdona entrambi, ma litiga con Ellie quando viene a sapere che l'amica lo sapeva e non gliel'ha rivelato. Laurie, sentendosi in colpa per la lite tra Jules ed Ellie, rivela a Jules di aver avuto l'avventura co Grayson nonostante sapesse che le piaceva. Jules, così, sposta la sua rabbia da Ellie a Laurie. La pace tra le due viene a crearsi quando Laurie viene lasciata da Smith, che ha capito di non amarla abbastanza perché non prova alcuna gelosia per via della passata relazione tra la sua ragazza e Grayson. Laurie soffre molto per la fine della sua storia.

## Niente più alimenti
- Titolo originale: Keeping me alive
- Diretto da: Michael McDonald
- Scritto da: Sanjay Shan

### Trama
Laurie sembra aver preso bene la sua fine della storia con Smith, i due che ora si frequentano anche come amici, una volta finiscono col fare nuovamente sesso. Andy e Grayson cercano di mettere in guardia Laurie dall'uscire con ex, perché anche se non lo sa, prima o poi rischierà di sentirsi ancora scaricata. Laurie inizialmente non prende sul serio l'avvertimento dei due ragazzi, se non che, dopo che Smith le ha assicurato di non voler tornare con lei, Laurie si rattriste e chiude i rapporti con l'ex ragazzo. 
 Nel frattempo, dopo un'acida battuta di Ellie sul fatto che Bobbie prende gli alimenti da Jules, l'uomo decide di non dipendere più dalla moglie. Jules, che sa quanto Bobbie non navighi nell'oro, tenta di aiutare l'ex marito, offrendogli anche un lavoro. Bobbie accetta, anche se poi capisce che Jules lo fa solo per aiutarlo. La disputa tra i due termina in modo sereno, anche quando Jules ammette di non averlo perdonato per via della fine del loro matrimonio.

## Tu non sai come ci si sente
- Titolo originale: You Don't Know How It Feels
- Diretto da: Michael McDonald
- Scritto da: Blake McCormick

### Trama
È Halloween. Chick, il padre di Jules, va a trovare la figlia. In questo episodio si viene a conoscenza della morte della madre di Jules e del difficile rapporto che lega la donna al padre. In questa occasione Jules cerca di riavvicinarsi all'uomo, aiutandolo ad esprimere i sentimenti alla figlia e di non essere esclusivamente una persona spiritosa con lei e i suoi amici. L'uomo sembra un po' riluttante, ma quando vede la figlia soffrire per il suo atteggiamento, le dichiara tutto il suo amore. Chick fa anche molta amicizia con Grayson. 
 Nel frattempo Laurie è un po' infastidita dall'atteggiamento da snob che Travis mantiere nei confronti di Halloween, la ragazza più volte spaventa con alcuni scherzi il figlio di Jules, che, alla fine, non può far altro che rispondere di conseguenza a Laurie. 
 Intanto Ellie, Andy e Bobby si trovano un po' ai ferri corti per via del fatto che la donna non vuole consentire a Bobbie di fare da tutore a Stan nel caso in cui lei, Andy e Jules morissero. Dopo essere venuta a conoscenza che Bobby ha raccomandato Stan per una scuola materna d'élite al preside della struttura, che è anche uno degli allievi a cui Bobbie insegna a giocare a golf, Ellie è costretta a ricredersi.

## Il regalo più bello
- Titolo originale: Fooled Again (I Don't Like It)
- Diretto da: John Putch
- Scritto da: Peter Saji e Melody Derloshon

### Trama
Il compleanno di Jules si avvicina e lei organizza una gara con la banda del cul de sac (così si chiamano i gruppi di amici) per chi le farà il regalo più bello. Ellie è sicura di vincere, la donna infatti è una brava osservatrice di ogni minimo dettaglio che Jules lascia per la casa, tra le tante cose, così, Ellie sa che troverà ciò che Jules desidera. Consapevoli di ciò Grayson e Laurie si alleano, lasciando nell'asa di Jules diversi oggetti che Jules odia, sicuri che così Ellie cadrà in inganno. Laurie convince Grayson a regalare a Jules un corso di cucina, mentre lei le regalerà un set di pentole, Laurie sa che Jules ama cucinare per gli amici.
Giunto il momento dello scambio dei regali Ellie riceverà la cantonata attesa da Laurie e Grayson, ma anche quest'ultimo la riceverà. Laurie, infatti, l'ha ingannato e ha regalato a Jules un braccialetto con un ciondolo, che la donna adora, contrariamente ai corsi di cucina.
 Nel frattempo Jules si trova a dover conoscere meglio Andy, scoprendo, così, che l'uomo è un abile manipolatore: per far sì che Jules, per il suo compleanno, inviti tutti a ballare, Andy finge di prendere una storta per convincere così Jules alla cosa. 
 Travis e Bobby, intanto, consolidano ulteriormente il loro legame grazie ad uno spray nasale.

## Addio Big Joe
- Titolo originale: Little Girl Blues
- Diretto da: Michael McDonald
- Scritto da: Kate Purdy

### Trama
Travis presenta a Jules e agli altri la nuova fidanzata, Kirsten. Inizialmente Jules è cordiale e socievole con lei, ma quando viene a sapere che Kirsten ha 23 anni e che la relazione tra i due potrebbe quindi diventare molto seria, diventa scontrosa e antipatica. Laurie usa diverse strategie per far tornare sulla retta via Jules, senza mai riuscirci veramente, decide così di consigliare e Kirsten di essere anch'ella più aggressiva. La ragazza, anche se con non poche difficoltà, diventa più cattiva con la futura suocera ma dopo che, per errore, rompe l'amato ed enorme bicchiere da vino di Jules (Big Joe), Kirsten e Jules si riconciliano. 
 Nel frattempo i maschi del gruppo cercano di aiutare Travis ad avere più stima in sé nell'ambito sessuale, mentre invece Ellie consiglia Grayson su come evitare che la compagnia del cul del sac si impadronisca della sua villetta.

## Questo sì che è parlar chiaro
- Titolo originale: When the Time Comes
- Diretto da: Bruce Leddy
- Scritto da: Mary Fitzgerald

### Trama
Il giorno del Ringraziamento è vicino e Jules si appresta a festeggiare con tutta la compagnia del cul se sac. 
 Bobby scopre che qualche volta, a causa del suo parlare troppo veloce, le persone non lo capiscono e si rattrista. Ci penserà Travis a tirarlo un po' su. 
 Mentre sono al supermercato Grayson e Jules incontrano la ex moglie di lui, Grayson subito dopo l'incontro fa una dichiarazione d'amore a Jules che si conclude con ti amo da parte di lei, Grayson le risponde ringraziandola. A causa di questo Jules si rattrista e si confida con Ellie e Laurie. Grayson, anche se accusa un'intossicazione a causa di un'allergia a del cibo, rassicura Jules, dicendole che lei lo rende felice ed è l'unica ad averlo mai fatto in quel modo. L'uomo non le dice ti amo, ma solo perché dice di aver bisogno di tempo, a causa della sua difficoltà ad esternare i sentimenti. 
 Laurie ed Ellie, invece, cercano di sconfiggere l'ottimismo di Andy. Le donne lo ritengono fastidioso ed eccessivo. Malgrado i loro sforzi, però, il piano non va in porto.

## Il solito vecchio Bob
- Titolo originale: The Same Old You
- Diretto da: Michael McDonald
- Scritto da: Ryan Koh

### Trama
Travis scopre che Laurie si finge una collegiale al campus di lui per poter partecipare, ed essere presidente, delle tante confraternite studentesche. Questo fatto permette così al ragazzo di passare più tempo con l'amica, ma ciò finisce con l'infastidire Kirsten, che si ingelosisce. Laurie, così, si finge morta e lascia la confraternita.
 Intanto Jules, sempre preoccupata per il futuro precario di Bobby, convince Ellie, Grayson e Andy a ristrutturare la barca in cui vive il suo ex marito, per renderla così un luogo più abitabile e serioso. Seppur con tutte le buone intenzioni, l'iniziativa di Jules fallisce proprio quando sembra giunta al successo: al momento in cui la barca viene messa in mare, infatti, affonda. 
 Ellie, intanto, delusa dal fatto di non aver notizie sul passato di Grayson, cerca informazioni su di lui per poterlo prendere in giro. La donna scopre che il fidanzato di Jules è stato un bambino copertina e che ha sofferto molto per la fine della sua prima storia d'amore. Grayson, offeso, cerca a sua volta qualche notizia su Ellie, trovandole. Ellie così si difende ammettendo che ha cercato informazioni su di lui solo per poterle essere amica, visto che ora entrambi sanno cose sul loro passato, non saranno costretti a dichiarare nulla uno dell'altro sennò l'altro potrebbe vendicarsi.

## L'angelo della morte
- Titolo originale: No Reason to Cry
- Diretto da: Gail Mancuso
- Scritto da: Gregg Mettler

### Trama
Kirsten, ormai inserita nella compagnia del cul de sac, capisce che Bobby è un cane parlante, ossia è una persona che ignora gran parte degli eventi del mondo; è proprio a causa di ciò che non perde mai la concentrazione mentre gioca a golf. Dopo che Kirsten, senza appoggio da parte di Travis, presta a Bobby un quotidiano, l'uomo perde la concentrazione nel golf, rischiando, così, di perdere anche il lavoro. Travis e Kirsten, così, aiutano Bobby a capire che deve essere come tutte le altre persone, e cioè talmente abituato alle cattive notizie da non farne più nemmeno caso. 
 Nel frattempo Andy ed Ellie bisticciano a causa del fatto che lui utilizza negli stessi scherzi sia per Ellie che per Laurie, rendendo così meno unico il loro legame di marito e moglie. Le cose tra i due tornano a posto quando Andy inventa un nuovo scherzo unicamente pensato per Ellie. Jules, dopo aver accidententalmente ucciso una colomba, investe uno scoiattolo e pesta una lucertola. Tutti questi fatti la deprimono, specie per il fatto che Grayson sembra non dare peso a tutti questi "omicidi". Jules, così, si convince che loro sono troppo diversi per stare insieme e, forse non compatibili. Grayson, però, prende la palla al balzo e con testimoni tutta la banda del cul de sac (con la sola esclusione di Bobby), dichiara a Jules il suo amore.

## Una cosa su di te
- Titolo originale: A Thing About You
- Diretto da: Gail Mancuso
- Scritto da: Mary Fitzgerald e Kate Purdy

### Trama
Jules, Laurie ed Ellie discutendo con i maschi del gruppo concludono che le donne, in amicizia, sono molto più leali degli uomini. L'episodio gioca tutto su questo tema. Laurie, a causa dei lavori a casa sua, si trasferisce da Jules. L'invadenza della ragazza, però, infastidisce non poco Jules che, anche se combattuta, finisce con il rivelare tutto a Laurie. L'amica le dice che i lavori a casa sua non sono mai cominciati, la sua era solo una scusa per poter passare più tempo con lei. Poi, dopo poche ore, Laurie sembra non pensare nemmeno più alle parole di Jules, la ragazza, tornando a casa, bacia Jules come se nulla fosse. Questo comportamento stupisce molto Jules che parla nuovamente con Laurie. Quest'ultima la rassicura, dicendole che sa di essere pressante e che, forse, si è lasciata troppo prendere dall'entusiasmo. Ellie, nel frattempo, frequenta un bar di cui il proprietario è un uomo sarcastico e acido come lei. I due si trovano molto in sintonia, ma l'affiatamento finisce non appena l'uomo prede in giro Jules. Bobby e Grayson, invece, discutono sul fatto che Travis ha chiesto aiuto, per aumentare il romanticismo con Kirsten, a Grayson e non al padre. Ciò fa soffrire Bobby, che si sente messo da parte. Grayson, allora, consiglia a Bobby cosa dire a Travis.

## Sardine in scatola
- Titolo originale: Lost Children
- Diretto da: Michael McDonald
- Scritto da: Ryan Koh e Sam Laybourne

### Trama
Per puro caso Jules propone a tutta la banda del cul de sac, con l'aggiunta del vicino "sfigato" Tom, di fare un gioco che lei era solita giocare da bambina: sardine in scatola. Il gioco somiglia molto a nascondino. A nascondersi, però, deve essere una sola persona, mentre tutti gli altri la cercano. Il primo che trova la persona nascosta dovrà nascondersi con lei e così via finché non rimarrà solamente uno a cercare, costui sarà il perdente. Nessuno degli amici sembra molto convinto dal gioco, ma tutti decidono di giocare. Ellie, arrabbiatissima con Jules per via del gioco scelto, si nasconde. Il primo a trovarla sarà Tom, mentre Jules chiederà a tutti gli altri se pensano anche loro che sia una persona autoritaria. Nessuno di loro le dà una risposta soddisfacente. Mentre stanno giocando, Laurie e Bobby si prendono una pausa, sorseggiando del vino a casa di Grayson. Mentre parlano Laurie scopre che Bobby sta vedendo una ragazza e subito gli chiede perché non l'ha ancora presentata agli amici. Bobby le rivela che non l'ha fatto perché teme che il gruppo possa giudicare la ragazza, come hanno sempre fatto con i nuovi arrivati. Laurie cerca di convincere Bobby, che, dopo aver rintracciato Ellie, chiama la ragazza e la fa nascondere con tutti gli altri. L'unica a non trovare Ellie sarà Jules, che perde il gioco. Ellie, però, la consola dicendole che lei è la leader indiscussa del gruppo e che nessuno la considera autoritaria ma che quello che fanno lo fanno solo perché lo vogliono. La nuova ragazza di Bobby lo lascia poco dopo, scatenando i commenti cattivi di tutti i membri del gruppo.

## Piangi per me
- Titolo originale: Cry to Me
- Diretto da: Bruce Leddy
- Scritto da: Melody Derloshon

### Trama
È il giorno di San Valentino e Jules non desidera altro che Grayson le confessi i suoi reali sentimenti, dato che proprio il giorno di San Valentino è morto suo padre qualche anno prima. Intanto Ellie è irremovibile sul fatto che non vuole fare nulla per la festa degli innamorati, e Andy ha un appuntamento con Bobby. Travis chiede aiuto a Laurie per creare il suo sexy regalo per Kirsten.

## La capsula del tempo
- Titolo originale: Walls
- Diretto da: Bill Lawrence
- Scritto da: Sean Lavery

### Trama
Ellie decide di intervenire dicendo ad una turbatissima Jules di smettere di essere così appiccicosa con i suoi uomini. Nel frattempo, Bobby e Laurie hanno qualcosa in mente che potrebbe sconvolgere l'equilibrio del gruppo; Andy insegna da lezione di amicizia a Grayson.

## Mamme a quarant'anni
- Titolo originale: Baby's a Rock 'N' Roller
- Diretto da: Michael McDonald
- Scritto da: Peter Saji

### Trama
Ellie vuole scoprire i trucchi di Jules per guardare il baby Stan da sola per un giorno intero, ma l'amica vuole dimostrare quanto sia difficile il mestiere di mamma, soprattutto quando l'aiutante è Grayson. Andy diviene il gregario di Laurie; Bobbie tenta di svegliarsi più presto per giocare a golf gratuitamente.

## Il signor Palle Sbagliate
- Titolo originale: You're Gonna Get It
- Diretto da: Michael McDonald
- Scritto da: Michael McDonald

### Trama
Jules affronta la sua paura più grande, l'umiliazione pubblica, quando decide di fare del lavoro di carità; nel mentre, Bobby fallisce clamorosamente ad un torneo di golf, diventando il signor "Palle sbagliate" e insegnando all'ex moglie come affrontare le figuracce. Laurie sorprende Ellie e Grayson organizzando un gioco di trivia.

## L'anello di fidanzamento
- Titolo originale: Lonesome Sundown
- Diretto da: Bruce Leddy
- Scritto da: Sanjay Shah e Blake McCormick

### Trama
Laurie decide di creare un "concilio" per tutti i membri del cul de sac, in modo da "punire" chi sbaglia e smettere di darsi per scontati. Jules trascorre due faticosi giorni sulla barca di Bobby. Nel frattempo, Travis prende definitivamente la decisione di chiedere a Kirsten di sposarlo: Grayson cerca di consigliare il ragazzo su una delle decisioni più importanti della sua vita, tentando poi di fermarlo quando si rende conto che Kirsten con tutta probabilità non accetterà. Travis decide comunque di andare fino in fondo e fa la sua proposta alla ragazza davanti agli occhi di Jules e Grayson; Kirsten rifiuta e scappa, lasciando il ragazzo solo e triste con la madre che tenta di incoraggiarlo a sperare nel futuro.

## Devastato dall'amore
- Titolo originale: Damaged by love
- Diretto da: Michael McDonald
- Scritto da: Aaron Ho

### Trama
Dopo il rifiuto di Kirsten, Travis è completamente devastato: Bobby e Jules, preoccupati per il figlio, non sanno più cosa fare. Sostenuto dal padre di Jules Chick, venuto in visita, Bobby decide di sottoporre il figlio a una "macho terapia" portandolo in uno strip club. Andy riceve la visita del fratello Nestor e dei suoi parenti cubani; in realtà, tutti, compresi i suoi amici, conoscono lo spagnolo meglio di lui. Ellie, gelosa perché la cognata Angela continua a tentare di sedurre il marito, arriva a chiamare Laurie in suo soccorso. Grayson cerca di imparare ad andare sui rollerblade per giocare a hockey.
- Guest star: Ken Jenkins (Chick), Nia Vardalos (Angela Torres)

## Caduta libera
- Titolo originale: Free Fallin'
- Diretto da: Michael McDonald
- Scritto da: Gregg Mettler

### Trama
Jules e Bobby scoprono, quasi per caso, che Travis ha lasciato il college: il ragazzo si sta lasciando andare alla tristezza e alla pigrizia, rivelando di non sapere cosa fare della sua vita. Ellie, sostenendo che il ragazzo stia manovrando i genitori per dedicarsi a una vita di nullafacenza, spinge Jules ad essere più severa con lui. Dopo un fallimentare pomeriggio madre-figlio, al termine del quale Jules capisce che Ellie ha ragione, la donna dà al figlio un ultimatum: o torna a studiare, o dovrà uscire di casa e trovarsi un lavoro. Bobby, Laurie ed Andy cercano di brevettare il gioco "Penny Can", ricevendo un'offerta da una compagnia che acquista il gioco, a condizione di cambiare marchio e di togliere il nome di Bobby. Dopo qualche tentennamento, Bobby accetta, usando i soldi per comprarsi un appartamento ma ottenendo inaspettatamente che sia Travis a trasferirsi sulla sua vecchia barca. Grayson, Ellie e il vicino Tom sono alle prese con un inquietante gruppo di bambini.

## Succederà qualcosa di bello (1ª parte)
- Titolo originale: Something Good Coming (Part 1)
- Diretto da: Michael McDonald
- Scritto da: Jessica Goldstein e Chrissy Pietrosh

### Trama
La gang si interroga su dove andare in vacanza. Laurie è preoccupata per Travis, che continua a vivere nella barca di Bobby senza dimostrare la minima preoccupazione per quello che potrà accadere nella sua vita. Per errore, la ragazza gli dà l'idea di mollare tutto e fare un viaggio; Travis parte così per le Hawaii, senza avvisare nessuno. Tutta la ciurma del cul de sac parte così per le isole, con l'idea di recuperare Travis e di godersi finalmente una vacanza assieme. Bobby prende una stanza comunicante con quella di Ellie ed Andy, con la scusa di badare a Stan: la donna diventa gelosa perché i due uomini passano le giornate assieme. Intanto, un altro problema comincia ad assillare Jules: comincia a diventare chiaro che Grayson vuole avere figli, mentre lei non se la sente di averne ancora. Alle Hawaii, Travis fa amicizia con un musicista in grado di rendere triste ogni canzone che suona: si tratta del Ted Buckland di Scrubs, trasferitosi alle Hawaii dopo la fine della sua storia con Gooch.
- Guest star: Sam Lloyd (Ted Buckland)

## Succederà qualcosa di bello (2ª parte)
- Titolo originale: Something Good Coming (Part 2)
- Diretto da: Bill Lawrence
- Scritto da: Bill Lawrence e Kevin Biegel

### Trama
Per non guastare lo spirito della vacanza, Grayson e Jules decidono di rimandare la discussione sui figli, trasformando i loro giorni alle Hawaii nei più romantici di sempre. Tuttavia, il romanticismo dura ben poco: Jules ha infatti dimenticato a casa le pillole anticoncezionali e i loro momenti insieme si convertono presto in una rocambolesca ricerca di un preservativo. Grayson, di conseguenza, confessa alla donna di aver sempre voluto avere dei figli e di voler sapere che la sua compagna almeno lo ammetta come una possibilità per il futuro. Ellie si riprende bruscamente Andy, lasciando Bobby solo e triste. Laurie, arrabbiata perché tutti stanno vivendo i loro piccoli problemi tralasciando quello del futuro di Travis, decide di passare all'azione: sapendo che il figlio di Jules ha da sempre un debole per lei, la ragazza flirta con lui e gli chiede di passare la giornata insieme. Quando i due rimangono soli e Travis le prende la mano, Laurie dimostra al ragazzo come tutto quello che sta facendo sia solamente per dimenticare Kristen, e gli fa ammettere di voler tornare al college, facendogli capire che non sia giusto buttare via tutto per una storia finita male. Travis si offende a morte per come Laurie lo ha manipolato, ma accetta di tornare a casa. Jules e Travis finalmente si riconciliano: la madre lo spinge a far pace con Laurie, mentre Ellie ed Andy vanno a passare un po' di tempo con Bobby. Ted, infine, fa riflettere Jules su come, con la persona giusta al fianco, si possa affrontare qualsiasi tipo di avventura: la donna torna quindi da Grayson, scendendo a compromessi sulla questione dei figli per rimanere accanto all'uomo che ama. Tornando a casa, il gruppo si imbatte in Tom, "misteriosamente" alle Hawaii, e lo invita finalmente a bere con loro.
- Guest star: Sam Lloyd (Ted Buckland)